# Сибирска къртица
Сибирската къртица (Talpa altaica) е вид дребен бозайник от семейство Къртицови (Talpidae).

## Разпространение
Видът е разпространен в Сибир и Северна Монголия.